# カナガ島
カナガ島 (カナガとう、Kanaga Island))はアラスカ州アリューシャン列島のアンドリアノフ諸島にある島。30マイル(48km)と4から8マイル(6から13 km)程の大きさで、面積は369 km2である。高さ1,307mの火山であるカナガ山が有名で、近年では1995年に噴火している。

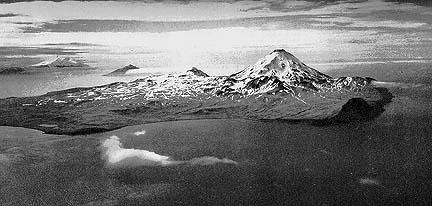
カナガ島の全景。右手にカナガ山が見える。